# Mehdawal
Mehdawal là một thị xã và là một nagar panchayat của quận Sant Kabir Nagar thuộc bang Uttar Pradesh, Ấn Độ.

## Nhân khẩu
Theo điều tra dân số năm 2001 của Ấn Độ, Mehdawal có dân số 24.683 người. Phái nam chiếm 52% tổng số dân và phái nữ chiếm 48%. Mehdawal có tỷ lệ 48% biết đọc biết viết, thấp hơn tỷ lệ trung bình toàn quốc là 59,5%: tỷ lệ cho phái nam là 57%, và tỷ lệ cho phái nữ là 37%. Tại Mehdawal, 18% dân số nhỏ hơn 6 tuổi.